# Estamos todas bien
Estamos todas bien es un cómic en castellano de la dibujante de cómics valenciana Ana Penyas, publicado en 2017 por la editorial Salamandra Graphic. Con esta obra Ana Penyas fue proclamada autora revelación en la 36ª edición del Salón Internacional del Cómic de Barcelona (2018) y seguidamente galardonada con el Premio Nacional del Cómic. Previamente, la asociación ACDCómic ya había considerado el cómic como una de las obras esenciales de 2017.

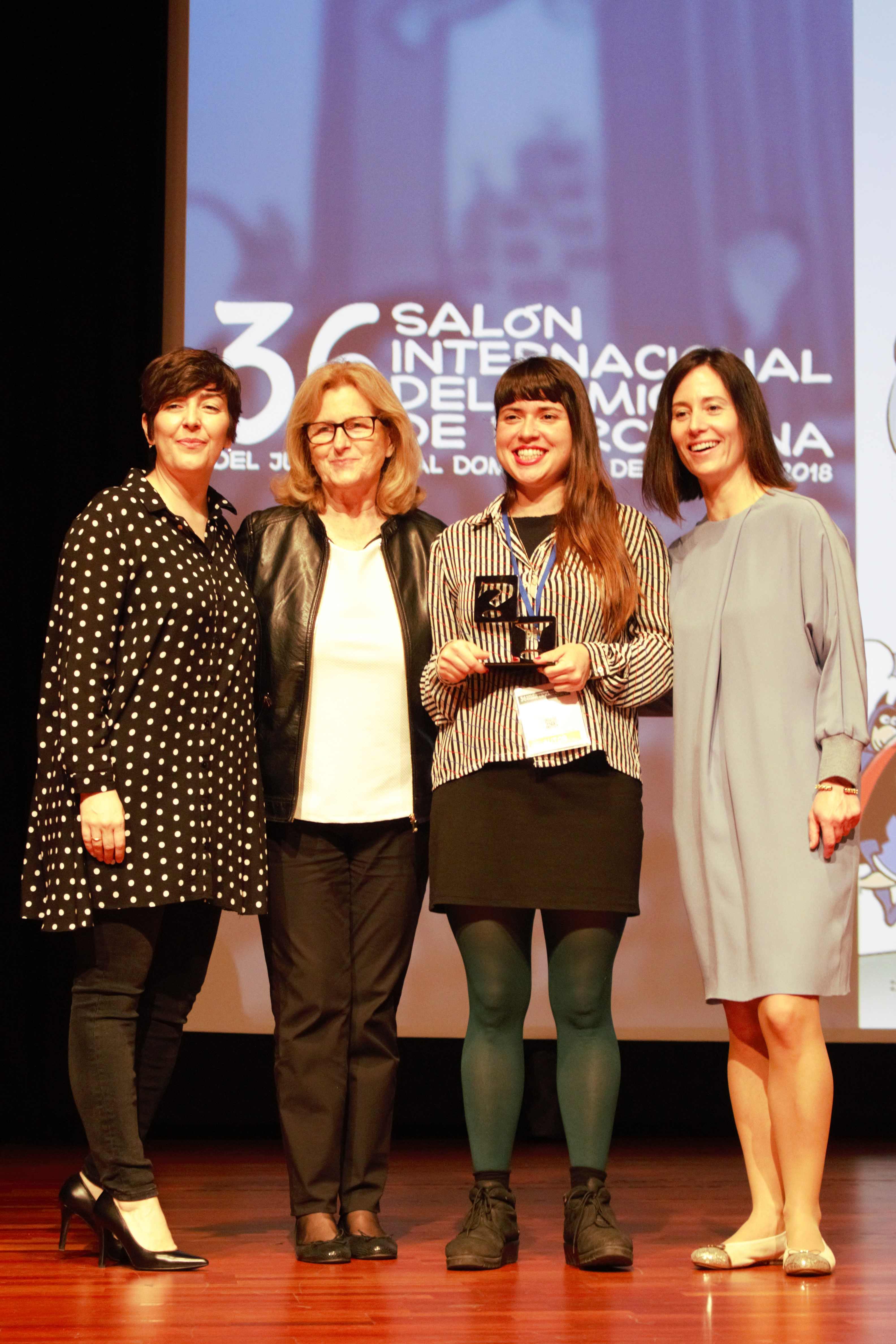
Laura Barrachina, Rosa Laparra, Anna Penyas y Meritxell Puig (2018).

## Argumento
El cómic es un ejercicio de memoria histórica y también, a través de la vida de las dos abuelas de la autora, un homenaje a toda una generación de mujeres que fue completamente olvidada.
Maruja y Herminia, las abuelas de Ana Penyas, son dos mujeres normales y corrientes, ambas madres y amas de casa, que como tantas otras mujeres de la época sufrieron el largo silencio de la dictadura franquista. Sometidas a la dependencia económica del marido y al pronunciado machismo de la época, sus vidas quedaron relegadas a un segundo plano y sufriendo aún más las represalias de un régimen dictatorial que negaba el pleno desarrollo de las libertades personales de los individuos.
Alcanzada la vejez, Maruja sufre párkinson y Herminia vive la soledad de una sociedad que no se preocupa ni se interesa por las personas mayores.
El relato del cómic se desarrolla con constantes saltos del presente al pasado y viceversa, intercalando escenas de la vida adulta de las dos protagonistas con anécdotas pertenecientes a su vida cotidiana durante la dictadura. Según la autora, el cómic es una mirada feminista a toda una generación de mujeres que no tuvieron voz durante el régimen franquista y «...que salen lavando platos, trabajando, cuidando de los suyos». Penyas hizo el cómic con la voluntad de denunciar pero «pero sin exaltación y sin politizar. Porque ahora que estamos en época de necesaria reivindicación feminista resulta obvio que hacía falta hablar de ellas, porque cuando se habla de esa época siempre se habla de hombres y desde su punto de vista».
El cómic de Penyas fue una contribución más al ámbito reservado a la memoria histórica, sumándose a autores como Paco Roca, Carlos Giménez, Antonio Altarriba, Sento Llobell, Jaime Martín Jose Pablo García o Alfonso Zapico . Puesto que fue la primera mujer en sumarse a la lista.

## Técnica
Ana Penyas combina el lápiz con fotos e imágenes reales. El color es una mezcla de tonos apagados que Penyas justifica porque «el cambio en la gama cromática es muy sutil porque todo son colores cálidos, pero se me ocurrió por la misma historia: debía diferenciar los universos de las abuelas, pero también de los dos tiempos históricos en los que se desarrolla la narración. Sus presentes y sus pasados necesitaban códigos de lectura distintos».

## Origen
Ana Penyas tuvo la idea de hacer el cómic a partir de un trabajo de clase de solo cuatro páginas, pero fue creciendo. Finalmente, un amigo la animó a presentar el cómic a un premio.

## Palmarés
- Premio Internacional de Novela Gráfica FNAC-Salamandra Graphic de 2016.[5]
- Autora revelación en el Salón Internacional del Cómic de Barcelona de 2018 .
- Premio Nacional del Cómic de 2018.[7]